# Christoph Heinrich Adolph von Zehmen
Christoph Heinrich Adolph von Zehmen, (* 23. August 1728 in Oelzschau; † 6. April 1799 in Neustrelitz), Kapitän im Regiment Royal Baviere, Generaladjutant, Kurfürstlich Sächsischer und Mecklenburgischer Kammerherr, Reisemarschall beim Herzog von Mecklenburg-Strelitz, Schloßhauptmann zu Neustrelitz.

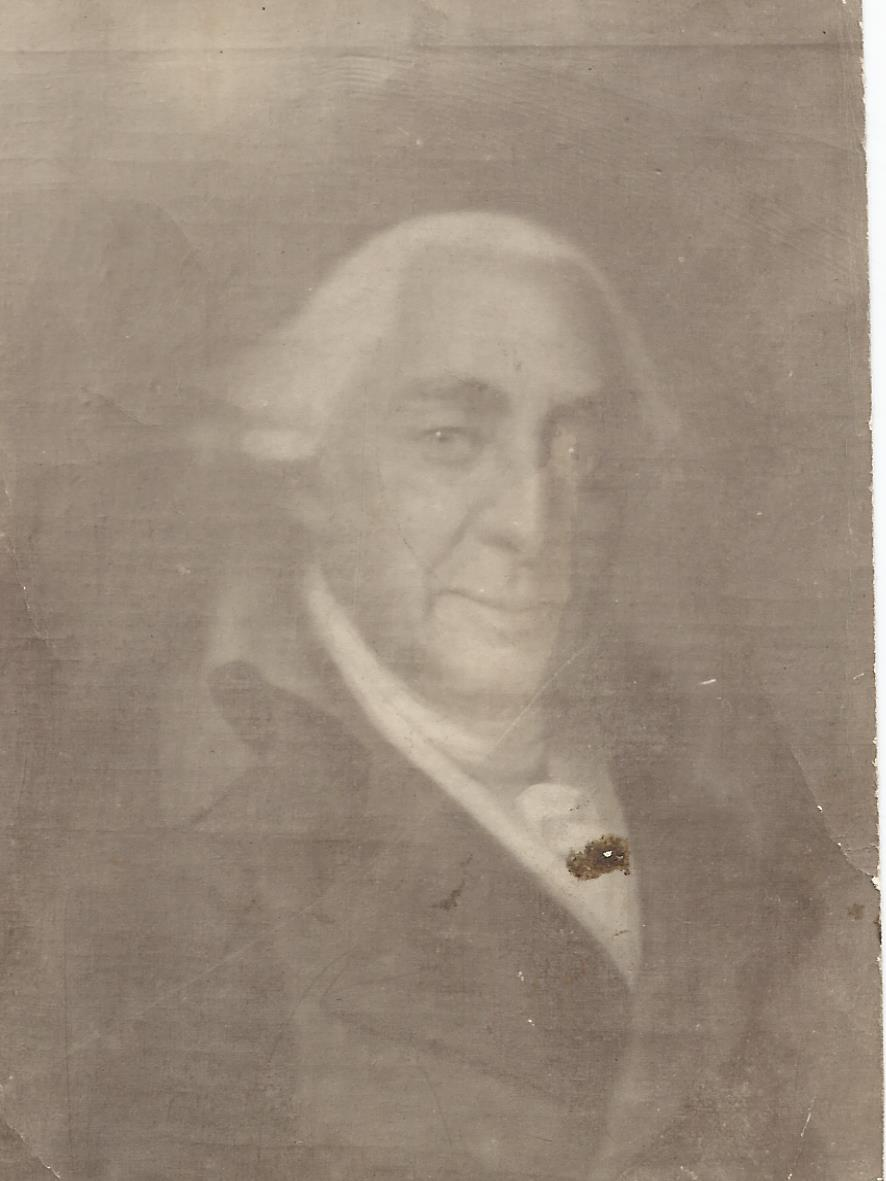
Christoph Heinrich Adolph v. Zehmen (1728–1799)

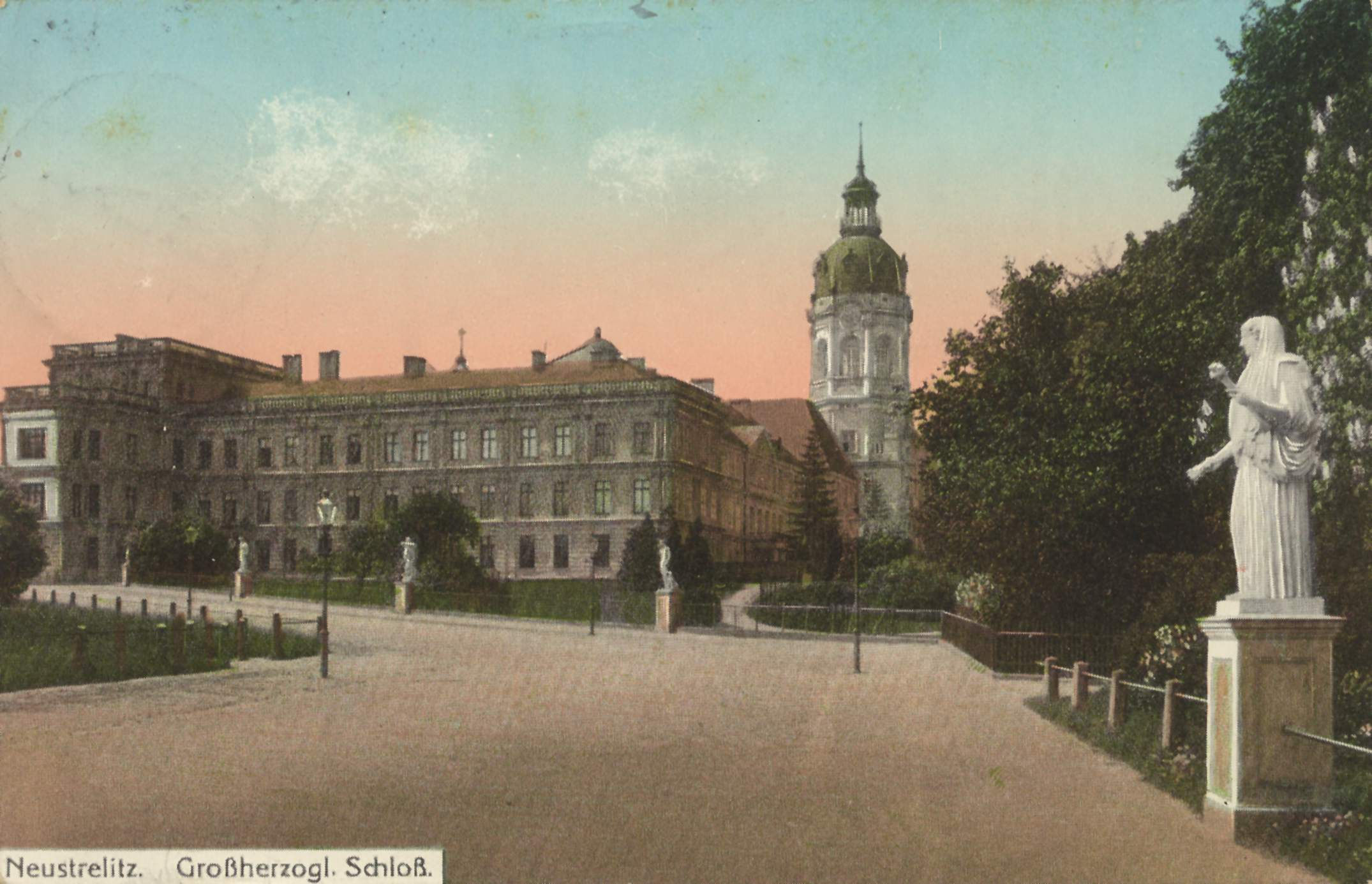
Das Schloss Neustrelitz auf einer Postkarte von 1912

## Leben und Wirken
Christoph Heinrich Adolph von Zehmen erbte 1728 mit der Geburt als Waise das Rittergut Oelzschau. Er lebte teilweise auf Oelzschau und wurde 1748 Kammerjunker.
1756 nahm er französischen Kriegsdienste an und machte zwei Kampagnen mit beim Regiment Mme. la Dauphine und als Kapitän beim Regiment Royal Baviere. Christoph Heinrich wurde Generaladjudant von Charles de Rohan, prince de Soubise sowie 1761 Kurfürstlich Sächsischer Kammerherr und war Mitglied der Ökonomischen Sozietät in Leipzig. 1784 wurde er Reisemarschall beim Herzog von Mecklenburg-Strelitz, Adolf Friedrich IV., und 1790 Schloßhauptmann zu Neustrelitz, 1796 dort Kammerherr. Ferner schrieb er das fortschrittliche Buch "System der Landwirtschaft", welches unter anderem von der tiefen Ackerfurche handelt.

## Familie
Von Zehmen entstammte dem alten meißnisch-sächsischen Adelsgeschlecht von Zehmen. Sein Vater war Heinrich Adolf von Zehmen (1701–1728) und seine Mutter Johanne Juliane Louise von Ponickau (um 1705–1728). Christoph Heinrich Adolph von Zehmen vermählt sich am 21. April 1765 auf dem Rittergut Oelzschau mit Marie Margarethe von Gillet. Der Sohn Carl Amabilis Desiderius von Zehmen verkaufte 1777 Oelzschau, da er in hessische Dienste trat und den Amerikanischen Unabhängigkeitskrieg mitmachte.

## Werke
- System der Landwirthschaft nach physisch und chemischen Grundsätzen behandelt und durch vieljährige Versuche geprüft. Verlag Paul Gotthelf Kummer, Leipzig 1796, 340 Seiten books.google.de
- Vollständiger Lehrbegrif der gesammten Landwirthschaft als Wissenschaft behandelt: begründet auf ältere Erfahrungen und neuere Entdeckungen. Band 2, Verlag Kummer, Leipzig 1799, 300 Seiten books.google.de